# EPrix Říma 2019
ePrix Říma 2019 (formálně nazývána 2019 GEOX Rome E-Prix) se konala dne 13. dubna 2019 a byla sedmým závodem sezóny 2018/19 šampionátu Formule E. Zároveň byla tato ePrix druhou ePrix Říma. Závod se jel na okruhu Circuto Cittadino dell'EUR, ležícím ve čtvrti EUR v Římě, hlavním městě Itálie.
Závod na 29 kol vyhrál Mitch Evans z týmu Jaguar. Na druhém místě dojel André Lotterer z týmu Techeetah-DS, startující z pole position, a na třetím místě Stoffel Vandoorne z týmu HWA Racelab. Nejrychlejší kolo zaznamenal Sébastien Buemi v barvách týmu e.Dams-Nissan.

## Výsledky

### Kvalifikace
| Pořadí | No. | Jezdec                 | Tým           | Čas      | Ztráta   | Start. pozice |
| ------ | --- | ---------------------- | ------------- | -------- | -------- | ------------- |
| 1      | 36  | André Lotterer         | Techeetah-DS  | 1:32.123 | -        | 1             |
| 2      | 20  | Mitch Evans            | Jaguar        | 1:32.483 | +0.360   | 2             |
| 3      | 7   | José María Lopez       | Dragon-Penske | 1:32.906 | +0.783   | 3             |
| 4      | 5   | Stoffel Vandoorne      | HWA-Venturi   | 1:33.233 | +1.110   | 4             |
| 5      | 6   | Maximilian Günther     | Dragon-Penske | 1:35.640 | +3.517   | 5             |
| 6      | 23  | Sébastien Buemi        | e.Dams-Nissan | 1:07.670 | +4.208   | 6             |
| 7      | 48  | Edoardo Mortara        | Venturi       | 1:30.397 | −        | 7             |
| 8      | 4   | Robin Frijns           | Virgin-Audi   | 1:30.422 | +0.025   | 8             |
| 9      | 94  | Pascal Wehrlein        | Mahindra      | 1:30.609 | +0.212   | 14            |
| 10     | 19  | Felipe Massa           | Venturi       | 1:30.623 | +0.226   | 9             |
| 11     | 22  | Oliver Rowland         | e.Dams-Nissan | 1:30.723 | +0.326   | 10            |
| 12     | 28  | Antonio Felix da Costa | Andretti-BMW  | 1:30.804 | +0.407   | 11            |
| 13     | 2   | Sam Bird               | Virgin-Audi   | 1:30.880 | +0.483   | 12            |
| 14     | 11  | Lucas Di Grassi        | Audi          | 1:30.977 | +0.580   | 13            |
| 15     | 17  | Gary Paffett           | HWA-Venturi   | 1:30.980 | +0.583   | 15            |
| 16     | 25  | Jean-Éric Vergne       | Techeetah-DS  | 1:31.016 | +0.619   | 16            |
| 17     | 66  | Daniel Abt             | Audi          | 1:31.043 | +0.646   | 17            |
| 18     | 16  | Oliver Turvey          | NIO           | 1:31.043 | +0.646   | 18            |
| 19     | 64  | Jérôme d'Ambrosio      | Mahindra      | 1:31.192 | +0.795   | 19            |
| 20     | 8   | Tom Dillmann           | NIO           | 1:31.220 | +0.823   | 20            |
| 21     | 3   | Alex Lynn              | Jaguar        | 1:39.657 | +9.260   | 21            |
| 22     | 27  | Alexander Sims         | Andretti-BMW  | bez času | bez času | 22            |
| Zdroj: |     |                        |               |          |          |               |

Poznámky
1. ↑  Pascal Wehrlein obdržel trest posunu o 5 míst vzad za překročení rychlosti během vyvěšených červených vlajek.
2. ↑  Alex Lynn obdržel trest vymazání nejlepšího času za překročení maximálního povoleného výkonu 250 kW.

### Závod
| Pořadí | No. | Jezdec                 | Tým           | Kol | Čas/Nedokončil | Start. pozice | Body |
| ------ | --- | ---------------------- | ------------- | --- | -------------- | ------------- | ---- |
| 1      | 20  | Mitch Evans            | Jaguar        | 29  | 1:33:51.140    | 2             | 25   |
| 2      | 36  | André Lotterer         | Techeetah-DS  | 29  | +0.979         | 1             | 21   |
| 3      | 5   | Stoffel Vandoorne      | HWA-Venturi   | 29  | +6.399         | 4             | 15   |
| 4      | 4   | Robin Frijns           | Virgin-Audi   | 29  | +9.181         | 8             | 12   |
| 5      | 23  | Sébastien Buemi        | e.Dams-Nissan | 29  | +9.778         | 6             | 11   |
| 6      | 22  | Oliver Rowland         | e.Dams-Nissan | 29  | +11.262        | 10            | 8    |
| 7      | 11  | Lucas Di Grassi        | Audi          | 29  | +24.340        | 13            | 6    |
| 8      | 64  | Jérôme d'Ambrosio      | Mahindra      | 29  | +28.633        | 19            | 4    |
| 9      | 28  | António Félix da Costa | Andretti-BMW  | 29  | +30.651        | 11            | 2    |
| 10     | 94  | Pascal Wehrlein        | Mahindra      | 29  | +30.735        | 14            | 1    |
| 11     | 2   | Sam Bird               | Virgin-Audi   | 29  | +32.272        | 12            | 0    |
| 12     | 3   | Alex Lynn              | Jaguar        | 29  | +42.238        | 21            | 0    |
| 13     | 16  | Oliver Turvey          | NIO           | 29  | +48.616        | 18            | 0    |
| 14     | 25  | Jean-Éric Vergne       | Techeetah-DS  | 29  | +49.732        | 16            | 0    |
| 15     | 8   | Tom Dillmann           | NIO           | 29  | +52.253        | 20            | 0    |
| 16     | 7   | José María López       | Dragon-Penske | 29  | +1:10.373      | 3             | 0    |
| 17     | 27  | Alexander Sims         | Andretti-BMW  | 29  | +1:11.373      | 22            | 0    |
| 18     | 66  | Daniel Abt             | Audi          | 28  | +1 kolo        | 17            | 0    |
| 19     | 6   | Maximilian Günther     | Dragon-Penske | 28  | +1 kolo        | 5             | 0    |
| Ret    | 19  | Felipe Massa           | Venturi       | 11  | Řízení         | 9             | 0    |
| Ret    | 48  | Edoardo Mortara        | Venturi       | 8   | Řízení         | 7             | 0    |
| Ret    | 17  | Gary Paffett           | HWA-Venturi   | 1   | Kolize         | 15            | 0    |
| Zdroj: |     |                        |               |     |                |               |      |

Poznámky
1. ↑  Tři body za pole position.
2. ↑  Jeden bod za nejrychlejší kolo závodu.
3. ↑  António Félix da Costa obdržel trest přičtení 5 sekund k výslednému času za nedostatečně nabitou baterii.
4. ↑  Jean-Éric Vergne obdržel trest přičtení 37 sekund k výslednému času za předjíždění během vyvěšení žlutých vlajek po celé délce okruhu.
5. ↑  Maximilian Günther obdržel trest přičtení 5 sekund k výslednému času za překročení rychlosti během vyvěšených žlutých vlajek po celé délce okruhu a přičtení dalších 37 sekund za poručení pravidla o "módu pro útočení."

## Pořadí po závodě
Zdroj: 

### Pořadí jezdců
| +/– | Poř | Jezdec                 | Body |
| --- | --- | ---------------------- | ---- |
| 1   | 1   | Jérôme d'Ambrosio      | 65   |
| 1   | 2   | António Félix da Costa | 64   |
| 6   | 3   | André Lotterer         | 62   |
| 7   | 4   | Mitch Evans            | 61   |
|     | 5   | Lucas di Grassi        | 58   |

### Pořadí týmů
| +/– | Poř | Tým                       | Body |
| --- | --- | ------------------------- | ---- |
| 3   | 1   | DS Techeetah              | 116  |
| 1   | 2   | Virgin-Audi               | 109  |
| 1   | 3   | Mahindra                  | 102  |
| 1   | 4   | Audi Sport ABT Schaeffler | 102  |
|     | 5   | BMW i Andretti Motorsport | 82   |